# Palomar de Arroyos
Palomar de Arroyos – gmina w Hiszpanii, w prowincji Teruel, w Aragonii, o powierzchni 33,62 km². W 2011 roku gmina liczyła 189 mieszkańców.